# Sách đỏ các ngôn ngữ bị đe dọa
Sách đỏ về các ngôn ngữ bị đe dọa đã được UNESCO xuất bản và thu thập một danh sách toàn diện các ngôn ngữ có nguy cơ tuyệt chủng trên thế giới. Nó đã được thay thế bởi Tập bản đồ Ngôn ngữ Thế giới đang gặp nguy hiểm của UNESCO.

## Lịch sử
Năm 1992, cuộc họp của Hội nghị Ngôn ngữ học Quốc tế (CIPL) tại Canada đã thảo luận về chủ đề ngôn ngữ đang bị đe dọa, do đó nó đã thành lập Ủy ban Ngôn ngữ có nguy cơ tuyệt chủng. Nó đã tổ chức một cuộc họp quốc tế vào năm 1992 tại Paris để đặt chủ đề trước thế giới và bắt đầu hành động. Cuộc họp được coi là đủ quan trọng để thuộc thẩm quyền của UNESCO.